# Juan José Remos y Rubio
Juan José Remos y Rubio (Santiago de Cuba, 8 de abril de 1896-Miami, 21 de septiembre de 1969) fue un filósofo, escritor, historiador, diplomático y político cubano.

## Biografía
Nació en el seno de una familia acomodada, el 8 de abril de 1896. Estuvo a cargo de la dirección de la revista Arte con apenas dieciocho años. Tres años más tarde, obtuvo por oposición la Cátedra de Gramática y Literatura castellanas en el "Instituto de Segunda Enseñanza de La Habana".
Remos se graduó de doctor en Filosofía y doctor en Letras en la Universidad de La Habana.  Fungió como secretario de Estado de la República de Cuba, entre 1937 y 1939. Sin embargo, a pesar de su labor político-diplomática, Remos dedicó la mayor parte de su vida a las labores educativa y literaria.  En septiembre de 1956 pasó a ocupar el cargo de embajador de Cuba en España, reemplazando a Antonio Iraizoz.
Tras el triunfo de la Revolución cubana en 1959, Remos, antiguo asesor y colaborador de Fulgencio Batista, se exilió en los Estados Unidos. Falleció en la ciudad de Miami, el 21 de septiembre de 1969, a los setenta y tres años de edad.

## Obra literaria
- Curso de historia de la literatura castellana (2 band)
- Introducción al teatro de Schiller
- Movimiento intelectual de Cuba en el siglo XX
- Cursos abreviados de filosofia historia y literatura musicales
- Meyerbeer
- Donizetti
- Las celebres obras literarias en musica
- El genio de Esteban Barrero Echevarría (1930)
- Resumen de Historia de la Literatura cubana (1930)
- Tendencias de la narración imaginativa en Cuba (1935)
- Micrófono (1937)
- Espíritu de América (1941)
- La obra literaria (1941)
- Hombres de Cuba (1941)
- Los poetas de "Arpas Amigas" (1943)
- Historia de la literatura cubana (1945)
- San Martín, el austero (1950)
- La emoción histórica en la prosa de Martí (1951)
- El general Miró Argenter, guerrero y cronista de la invasión (1952)
- Historiadores del 68 (1952)
- Hidalgo, el fundador (1953)
- El 10 de octubre de 1868 (1955)
- La personalidad de Nicolás Heredia y su obra polémica (1955)
- La unidad de América por la cultura (1955)
- Ensayos literarios (1957)
- Proceso histórico de las letras cubanas (1958)